# Biserica Sfântul Gheorghe Nou din București
Biserica Sfântul Gheorghe Nou este o biserică din București, ctitorie a voievodului Constantin Brâncoveanu.
Ultima ctitorie cunoscută a domnitorului Constantin Brâncoveanu, Biserica Sfântul Gheorghe din București este numită și „Sfântul Gheorghe-Nou” pentru a o distinge de un alt important locaș bucureștean, fondat la sfârșitul secolului al XV-lea, „Sfântul Gheorghe-Vechi”.  
Aici se află o parte din mâna dreaptă a Sfântului Ierarh Nicolae al Mirelor Lichiei. Moaștele au fost donate Bisericii Sfântul Gheorghe Nou din București de către Bazilica Sfântul Nicolae din Bari, Italia.
În curtea Bisericii Sfântul Gheorghe Nou din București s-a aflat, din anul 1830, prima librărie românească a lui Iosif Romanov, având un mare rol în realizarea solidarității culturale și spirituale a românilor, dorință testamentară a marelui și luminatului voievod român.

## Galerie de imagini

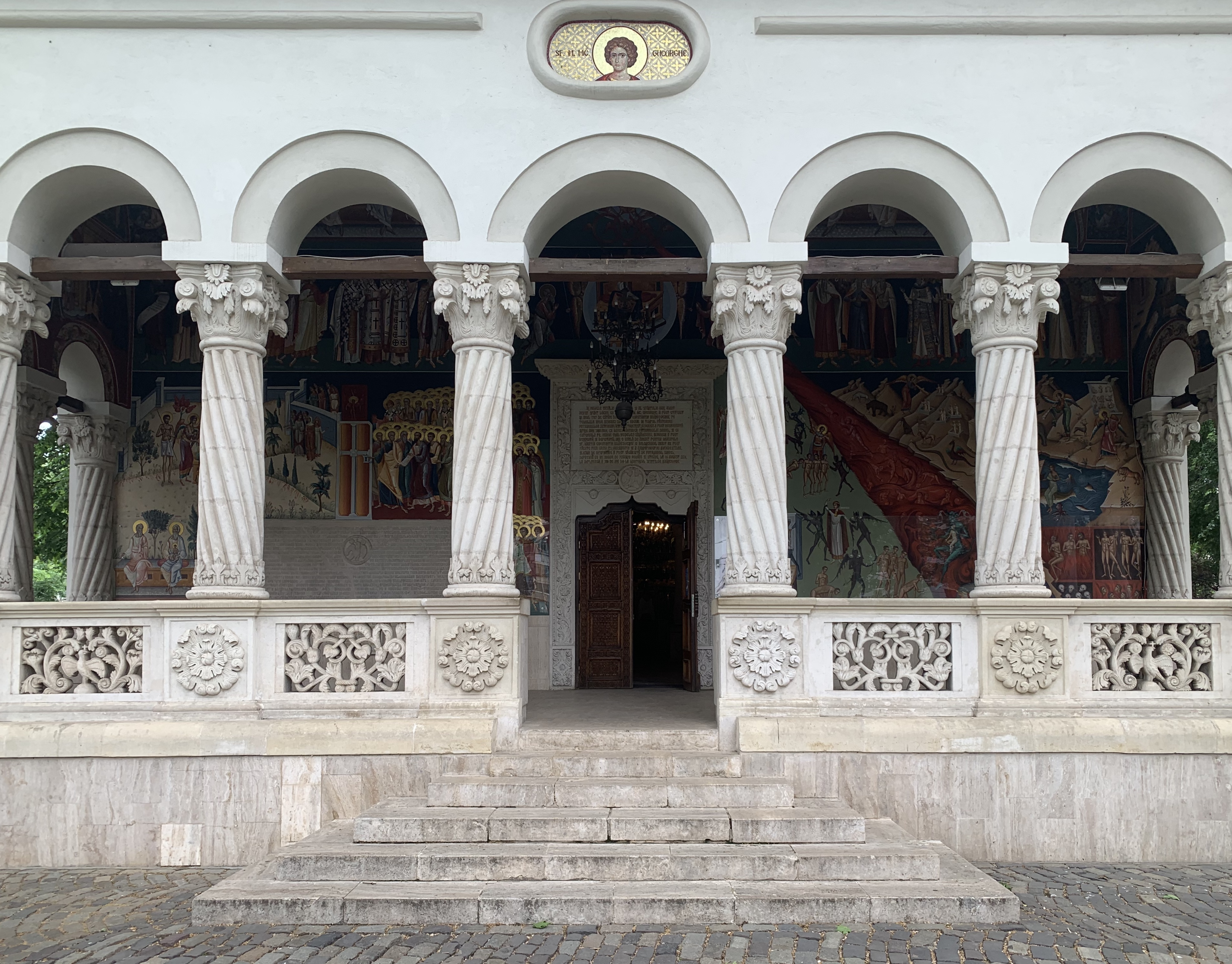
Intrarea bisericii
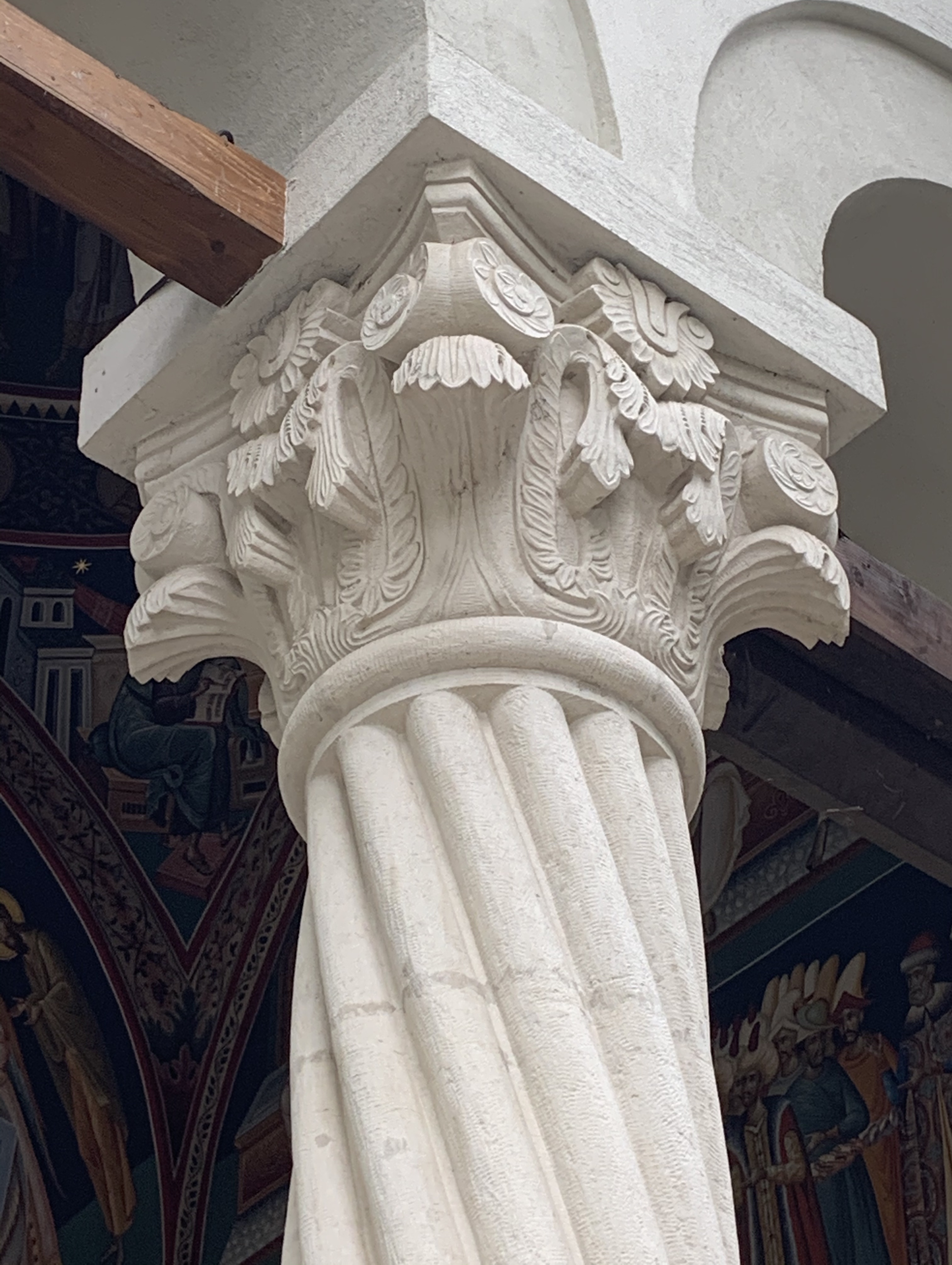
Capitel al unei coloane
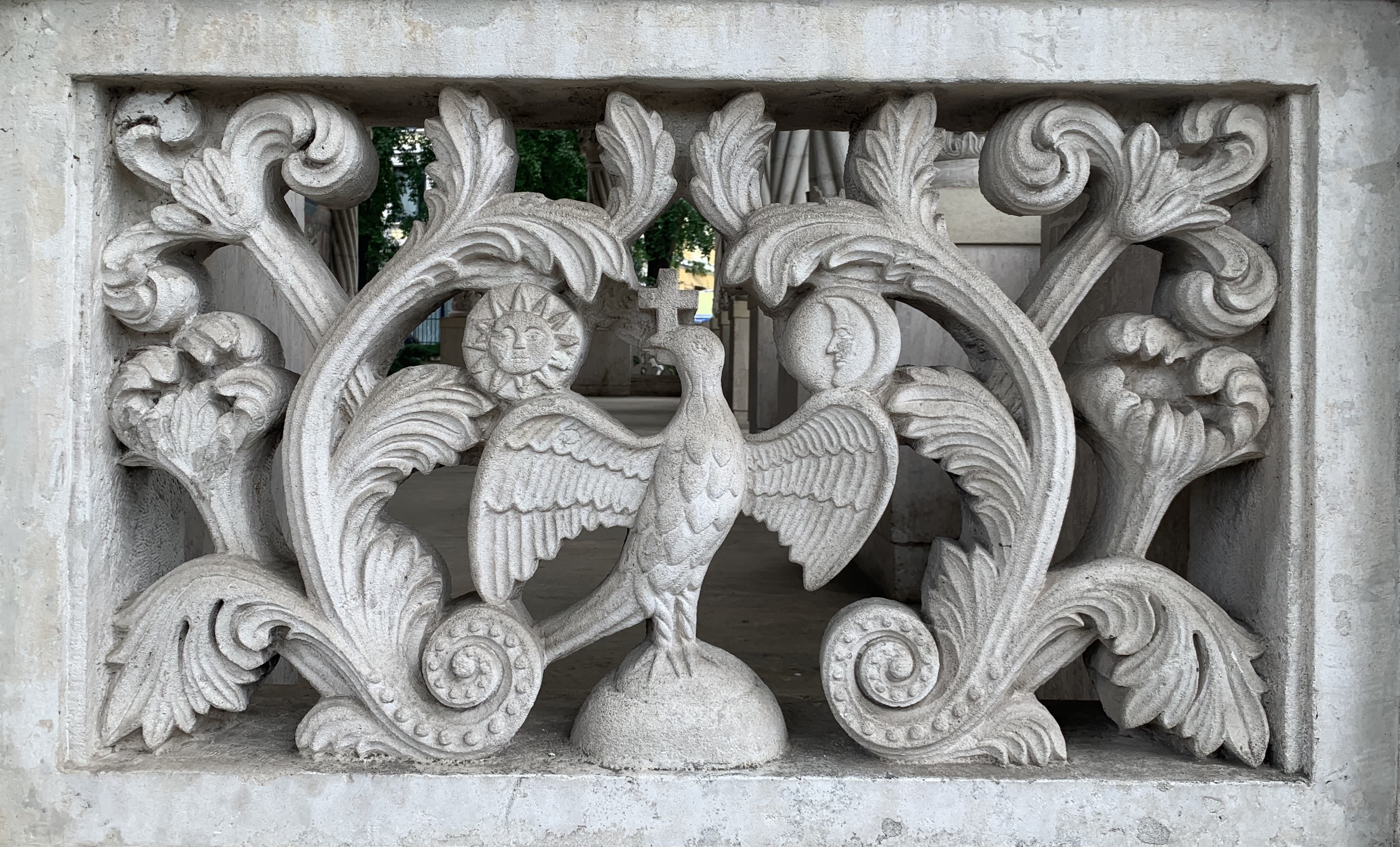
Detaliu din aproprierea intrării
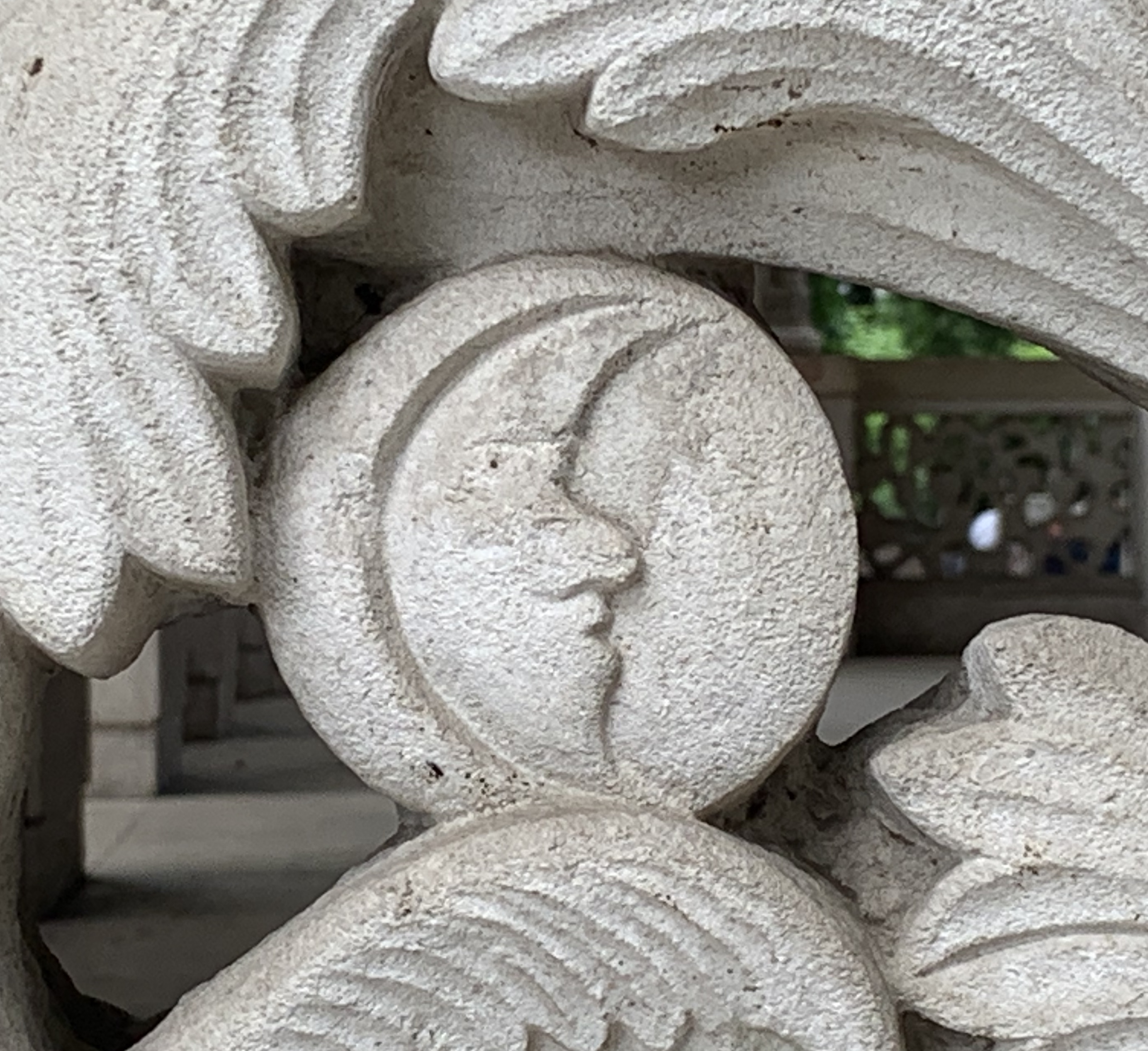
Detaliu reliefat cu o semilună
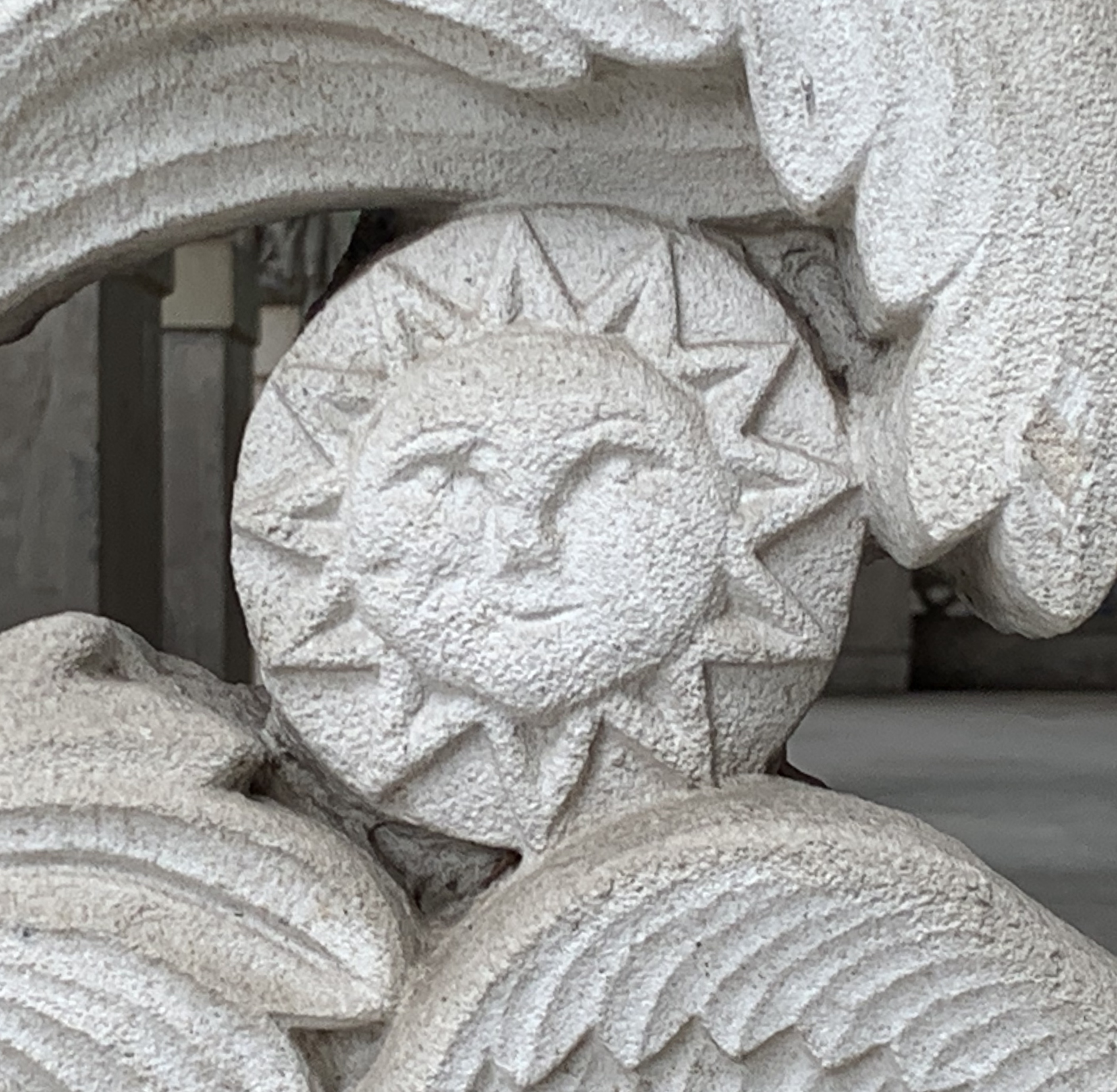
Detaliu reliefat cu un soare
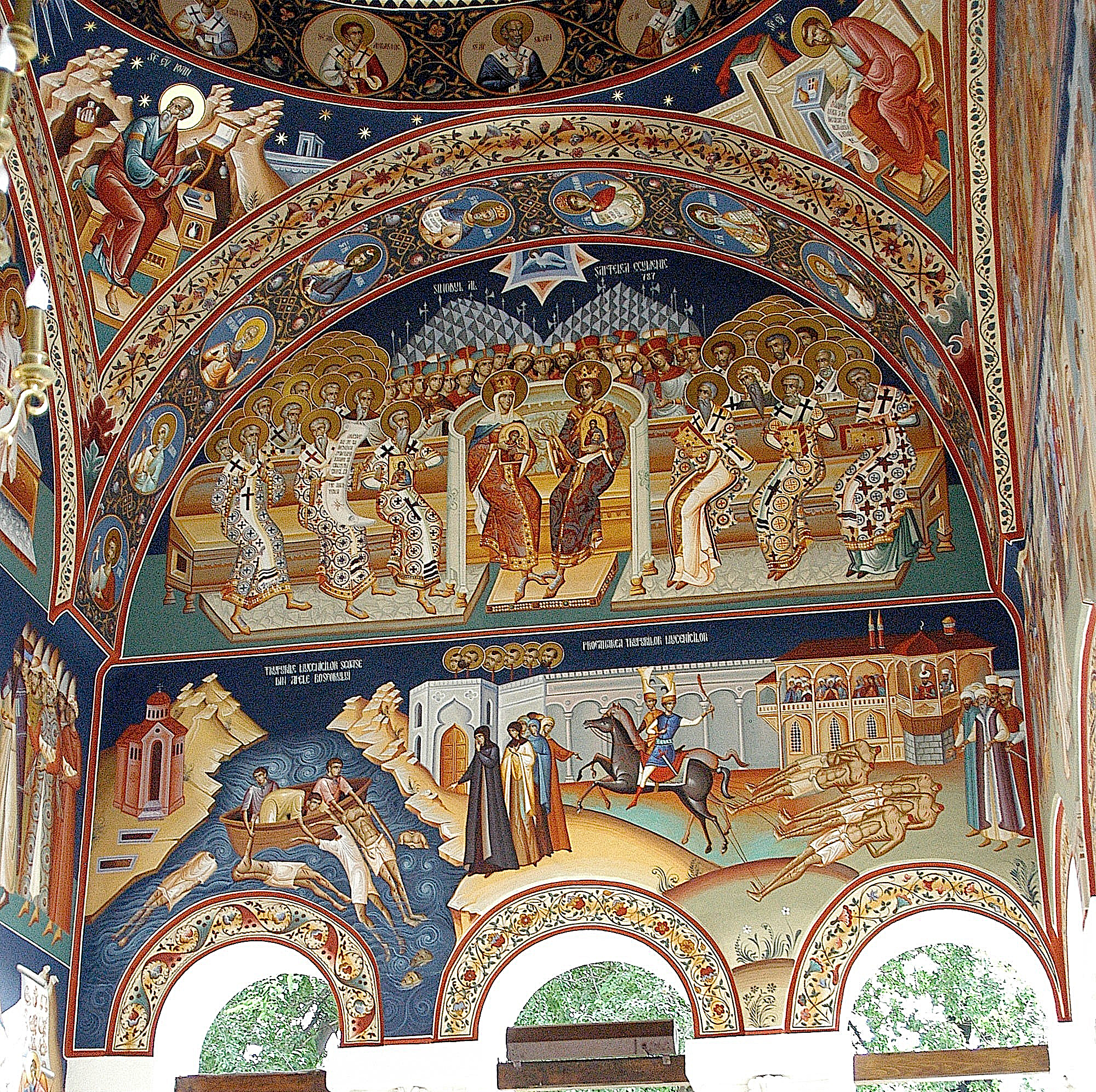
Pictură din exterior
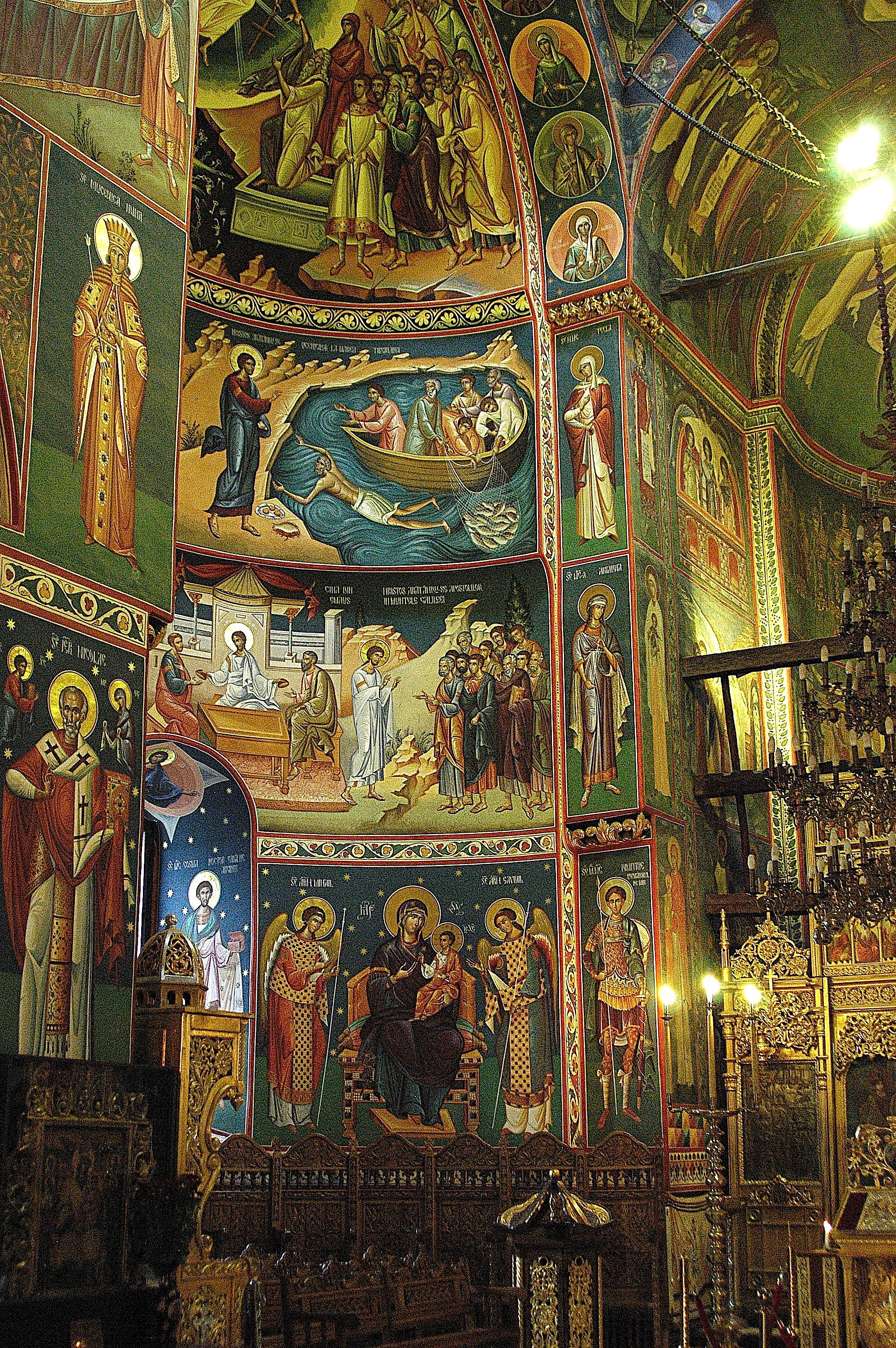
Frescă din interiorul bisericii
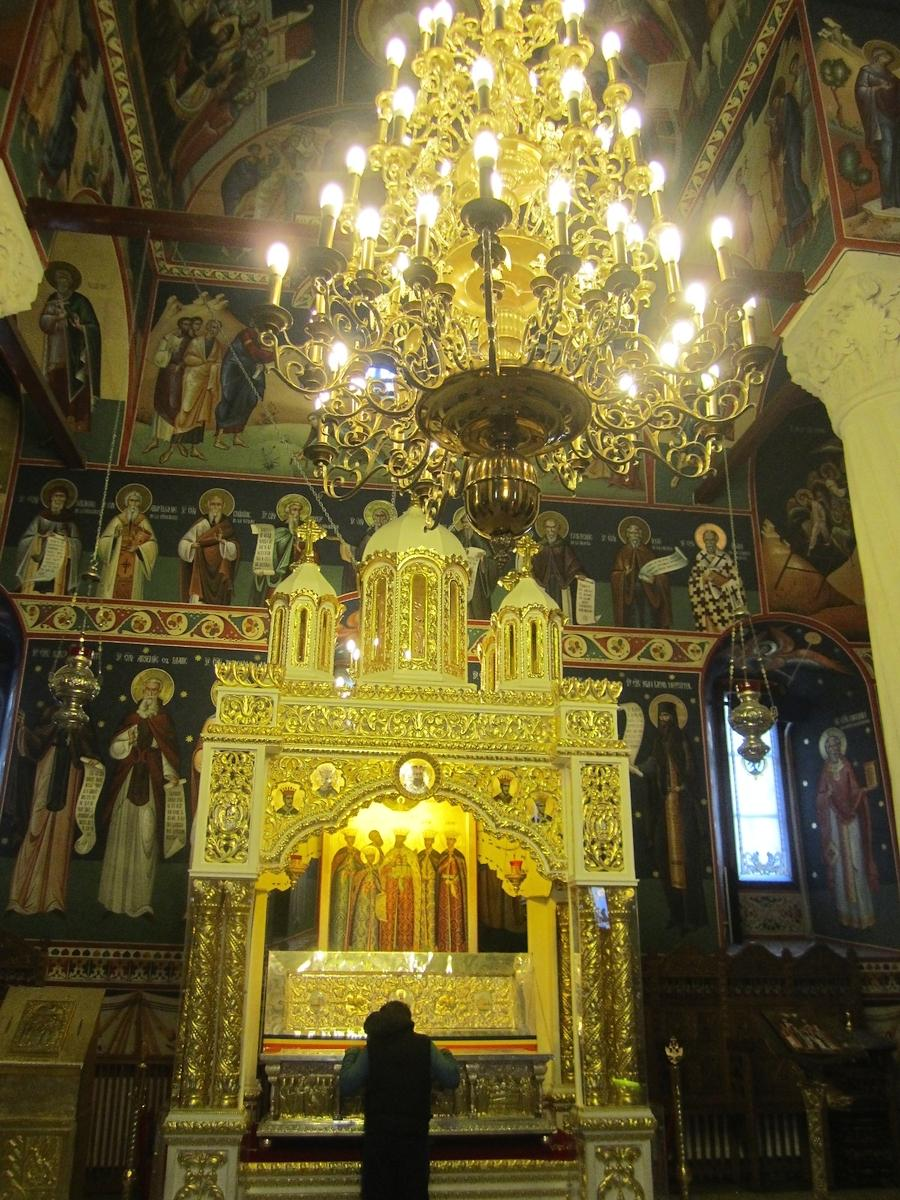
Mormântul lui Constantin Brâncoveanu
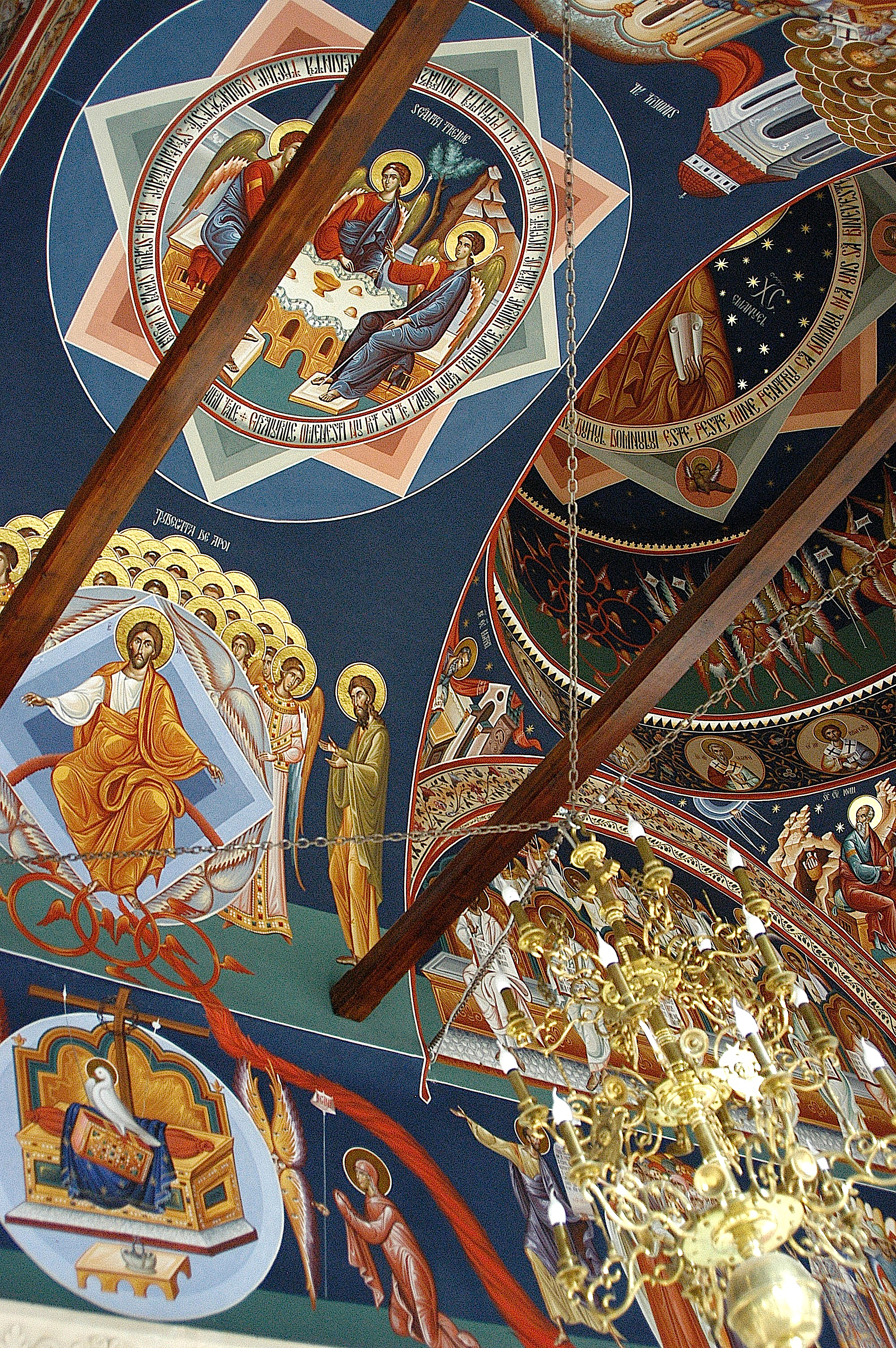
Frescă
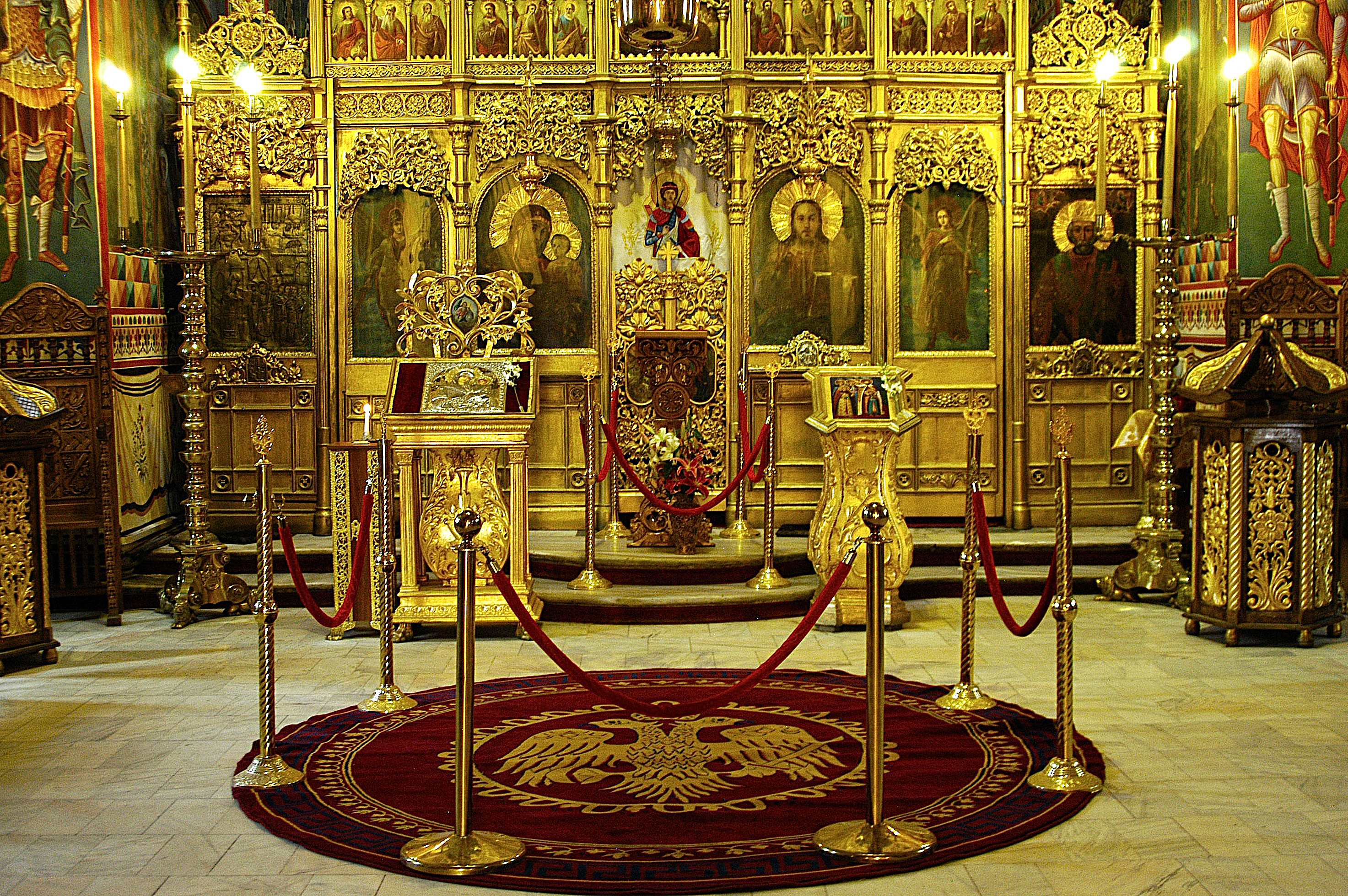
Altarul bisericii
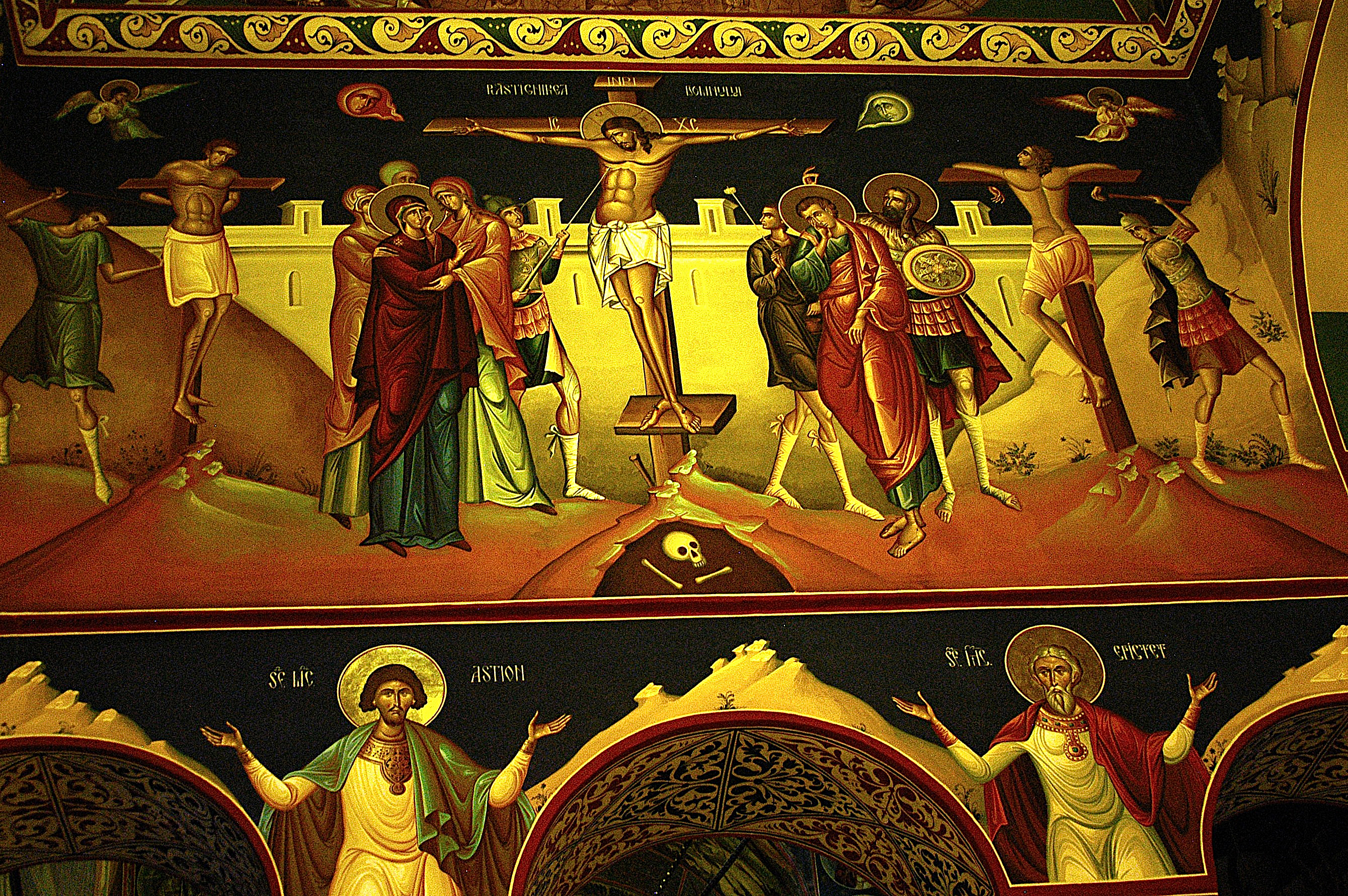
Pictură interioară
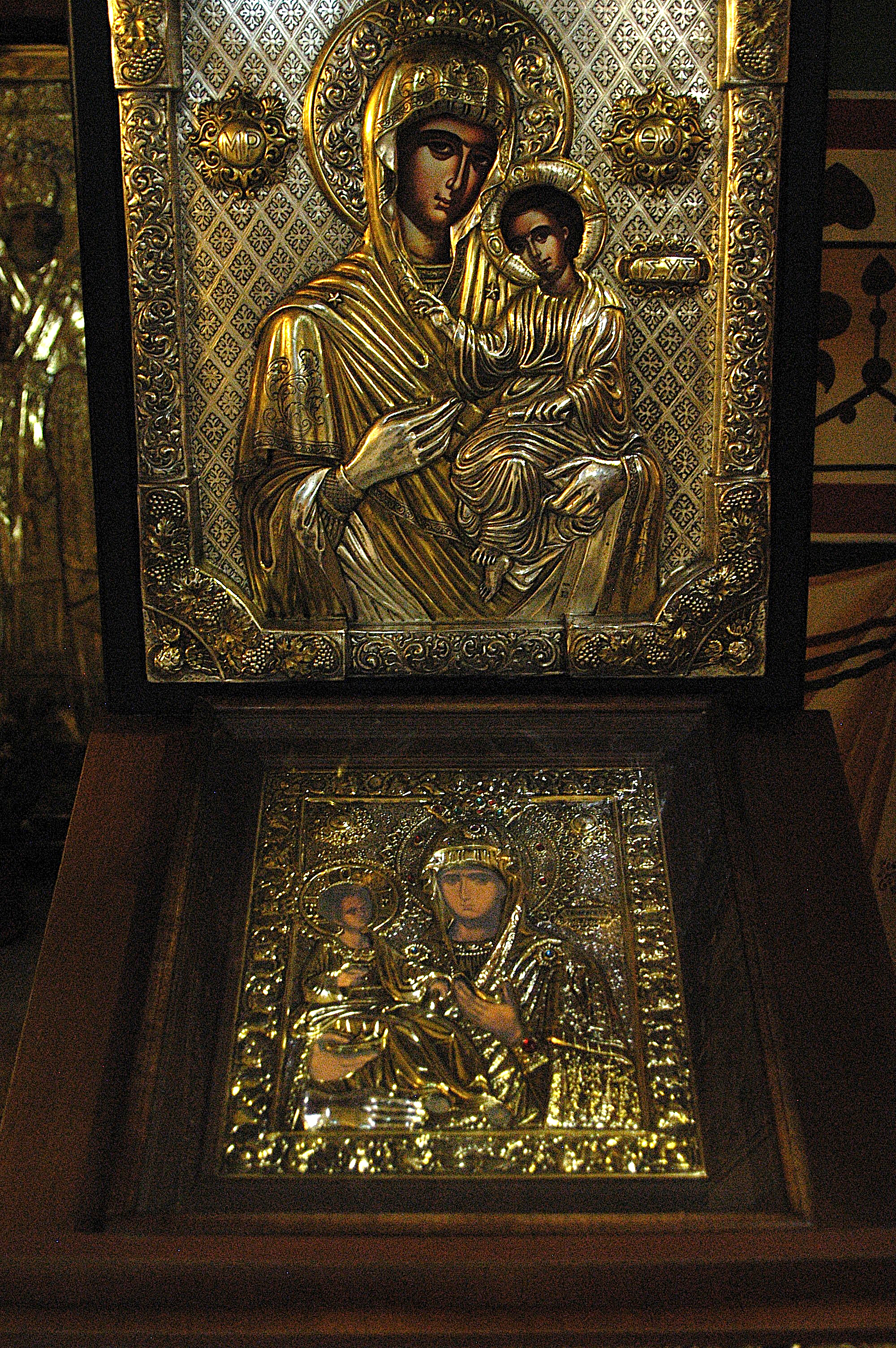
Icoană (Fecioara cu Pruncul)
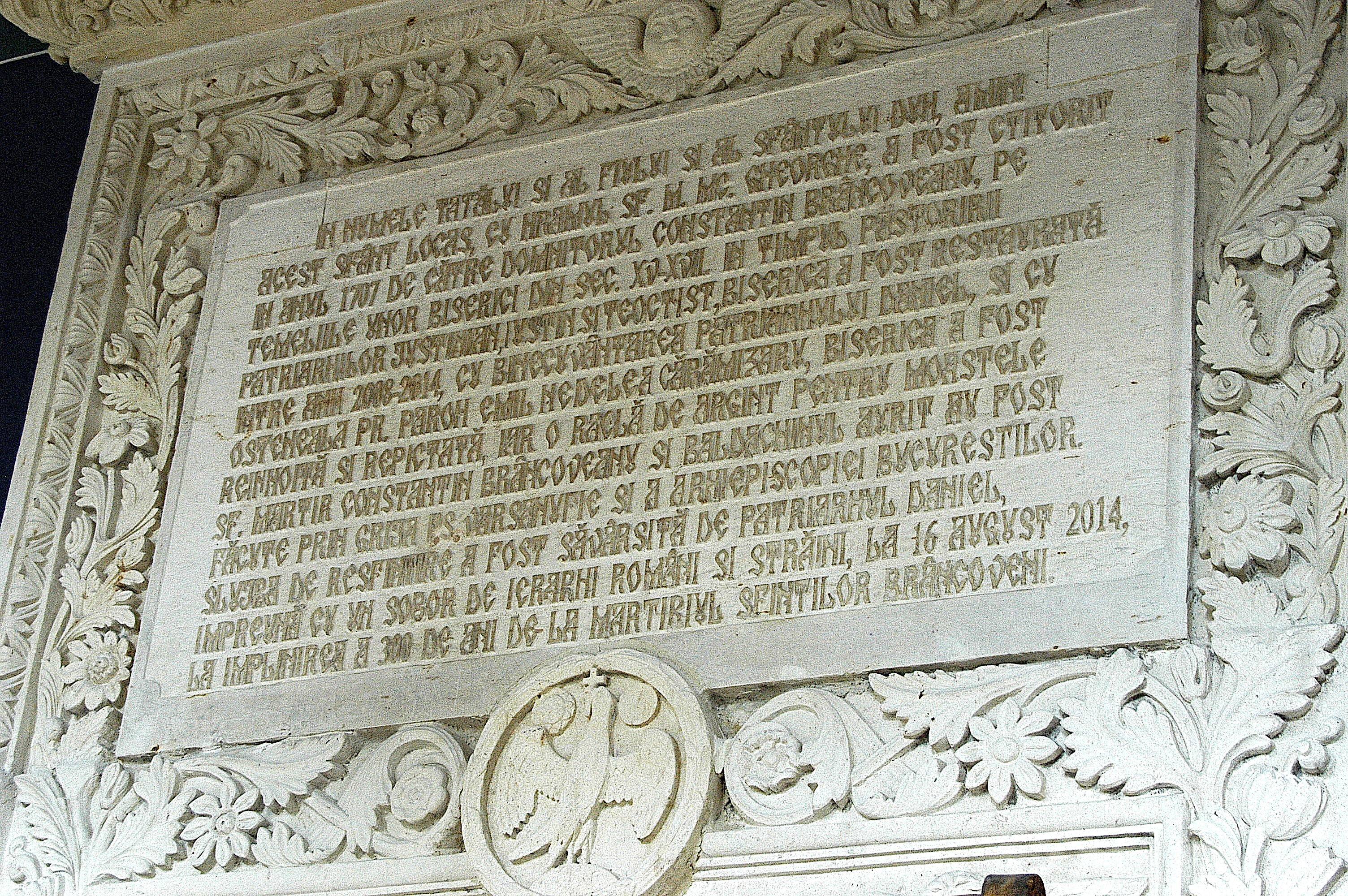
Pisanie